# 3. honvedski pehotni polk (Avstro-Ogrska)
Za druge 3. polke glejte 3. polk.
3. honvedski pehotni polk (izvirno nemško k.u. Landwehr Infanterie Regiment Nr. 3; dobesedno slovensko: Cesarsko-madžarski honvedski pehotni polk št. 3) je bil pehotni polk avstro-ogrskega Honveda.

## Zgodovina
Polk je bil ustanovljen leta 1886.

### Prva svetovna vojna
Polkovna narodnostna sestava leta 1914 je bila sledeča: 92% Madžarov in 8% drugih.
Med prvo svetovno vojno se je polk bojeval tudi na soški fronti; bojeval se je že med prvo soško ofenzivo.

## Poveljniki polka
- 1914: Stephan Stadler[5]